# Almirante Latorre (2006)
La Almirante Latorre (FFG-14), originalmente botada como HNLMS Jacob van Heemskerck (F812), es una fragata de la clase Jacob van Heemskerck que estuvo en servicio en la Armada de Chile de 2006 a 2020. Previamente sirvió en la marina de los Países Bajos de 1986 a 2004.
Fue adquirida por Chile en 2005 junto a la HNLMS Witte de With. La fragata entró en servicio, en la Armada de Chile, el 16 de diciembre de 2005 sirviendo al país durante 15 años, hasta su posterior retiro el año 2020. La función de esta nave fue la protección aérea de la flota.
Entre sus despliegues, la unidad integró en aguas argentinas la edición 2007 de la Fase Atlántico del ejercicio combinado UNITAS, junto a naves de la Armada de Estados Unidos, Armada Argentina, Armada Española y Marina de Brasil. Con ensayos RIMPAC
En 2020 la marina de guerra de Chile retiró del servicio ambas fragatas Jacob van Heemskerck sustituyéndolas con dos fragatas de la clase Adelaide (HMAS Melbourne y HMAS Newcastle) adquiridas a Australia.